# شانون پاری
شانون پاری (انگلیسی: Shannon Parry؛ زادهٔ ۲۷ اکتبر ۱۹۸۹) بازیکن راگبی ۷ نفره اهل استرالیا است.
وی در مسابقات کشوری و بین‌المللی در مجموع برندهٔ ۱ مدال طلا، ۱ مدال نقره شده‌است.